# Hydro-Québec
Hydro-Québec è un'azienda statale canadese che gestisce la generazione, trasmissione e distribuzione dell'elettricità nella provincia del Québec.
Nel 2011, l'elettricità ha rappresentato circa il 40% di tutta l'energia usata nella provincia, di cui il 99% generata dall'acqua.
Fu fondata il 14 aprile 1944 ed ha sede a Montréal. Nel 2015 ha pagato 2,36 milioni di dollari canadesi in dividendi al suo unico azionista: il governo del Quebec. Le sue tariffe elettriche residenziali sono tra le più basse in Nord America.
Più del 40% delle risorse idriche del Canada sono in Quebec e Hydro-Québec è il 4° più grande produttore idroelettrico al mondo.

## Attività

### Generazione di elettricità
| Centrali idroelettriche                                         | Fiumi                                                           | Capacità (MW) |
| --------------------------------------------------------------- | --------------------------------------------------------------- | ------------- |
| Robert-Bourassa                                                 | La Grande                                                       | 5 616         |
| La Grande-4                                                     | La Grande                                                       | 2 779         |
| La Grande-3                                                     | La Grande                                                       | 2 417         |
| La Grande-2-A                                                   | La Grande                                                       | 2 106         |
| Beauharnois                                                     | Saint Lawrence                                                  | 1 906         |
| Manic-5                                                         | Manicouagan                                                     | 1 596         |
| La Grande-1                                                     | La Grande                                                       | 1 436         |
| René-Lévesque                                                   | Manicouagan                                                     | 1 244         |
| Bersimis-1                                                      | Betsiamites                                                     | 1 178         |
| Jean-Lesage                                                     | Manicouagan                                                     | 1 145         |
| Manic-5-PA                                                      | Manicouagan                                                     | 1 064         |
| Outardes-3                                                      | aux Outardes                                                    | 1 026         |
| Altre (47 Idroelettriche, 1 elettronucleare, 3 termoelettriche) | Altre (47 Idroelettriche, 1 elettronucleare, 3 termoelettriche) | 13 302        |

## Presidenti
| Posizione | Nome                       | Data di nomina    |
| --------- | -------------------------- | ----------------- |
| 1°        | Télesphore-Damien Bouchard | 15 aprile, 1944   |
| 2°        | L.-Eugène Potvin           | 29 giugno, 1944   |
| 3°        | J.-Arthur Savoie           | 1 giugno, 1955    |
| 4°        | Jean-Claude Lessard        | 7 settembre, 1960 |
| 5°        | Roland Giroux              | 1 agosto, 1969    |
| 6°        | Robert A. Boyd             | 1977              |
| 7°        | Lucien Saulnier            | 1978              |
| 8°        | Guy Coulombe               | 15 Gennaio, 1982  |
| 9°        | Richard Drouin             | 2 maggio, 1988    |
| 9°        | Yvon Martineau             | 1995              |
| 10°       | Benoît Michel              | 1 dicembre, 1995  |
| 11°       | André Caillé               | 1 ottobre, 1996   |
| 12°       | Thierry Vandal             | 5 aprile, 2005    |
| 13°       | Éric Martel                | 3 giugno, 2015    |

Dal 1944 al 1978, il management di Hydro-Québec consiste di 5 commissari, uno dei quali agente come presidente.